# Шиханов Сергій Володимирович
Сергій Володимирович Шиханов (рос. Сергей Владимирович Шиханов; 8 квітня 1978, м. Тольятті, СРСР) — російський хокеїст, нападник.
Вихованець хокейної школи «Лада» (Тольятті). Виступав за: «Лада» (Тольятті), «Нафтохімік» (Нижньокамськ), ЦСК ВВС (Самара), «Локомотив» (Ярославль), «Металург» (Магнітогорськ), «Салават Юлаєв» (Уфа), «Молот-Прикам'я» (Перм), «Спартак» (Москва), «Торпедо» (Нижній Новгород), «Хімік» (Воскресенськ), ХК «Дмитров», «Кристал» (Саратов), «Супутник» (Нижній Тагіл), «Югра» (Ханти-Мансійськ), «Сариарка» (Караганда).
У складі молодіжної збірної Росії учасник чемпіонату світу 1998.

## Досягнення
- Чемпіон Росії — 2001.